# Loxophlebia bura
Loxophlebia bura là một loài bướm đêm thuộc phân họ Arctiinae, họ Erebidae.